# ペチェット・ディ・ヴァレンツァ
ペチェット・ディ・ヴァレンツァ（伊: Pecetto di Valenza）は、イタリア共和国ピエモンテ州アレッサンドリア県にある、人口約1,200人の基礎自治体（コムーネ）。

## 地理

### 位置・広がり
| 隣接するコムーネは以下の通り。 - アレッサンドリア - バッシニャーナ - モンテカステッロ - ピエトラ・マラッツィ - ヴァレンツァ |

### 地震分類
イタリアの地震リスク階級 (it) では、4 に分類される
。

## 行政

### 分離集落
ペチェット・ディ・ヴァレンツァには、以下の分離集落（フラツィオーネ）がある。
- Gasparini, Molina, Pellizzari

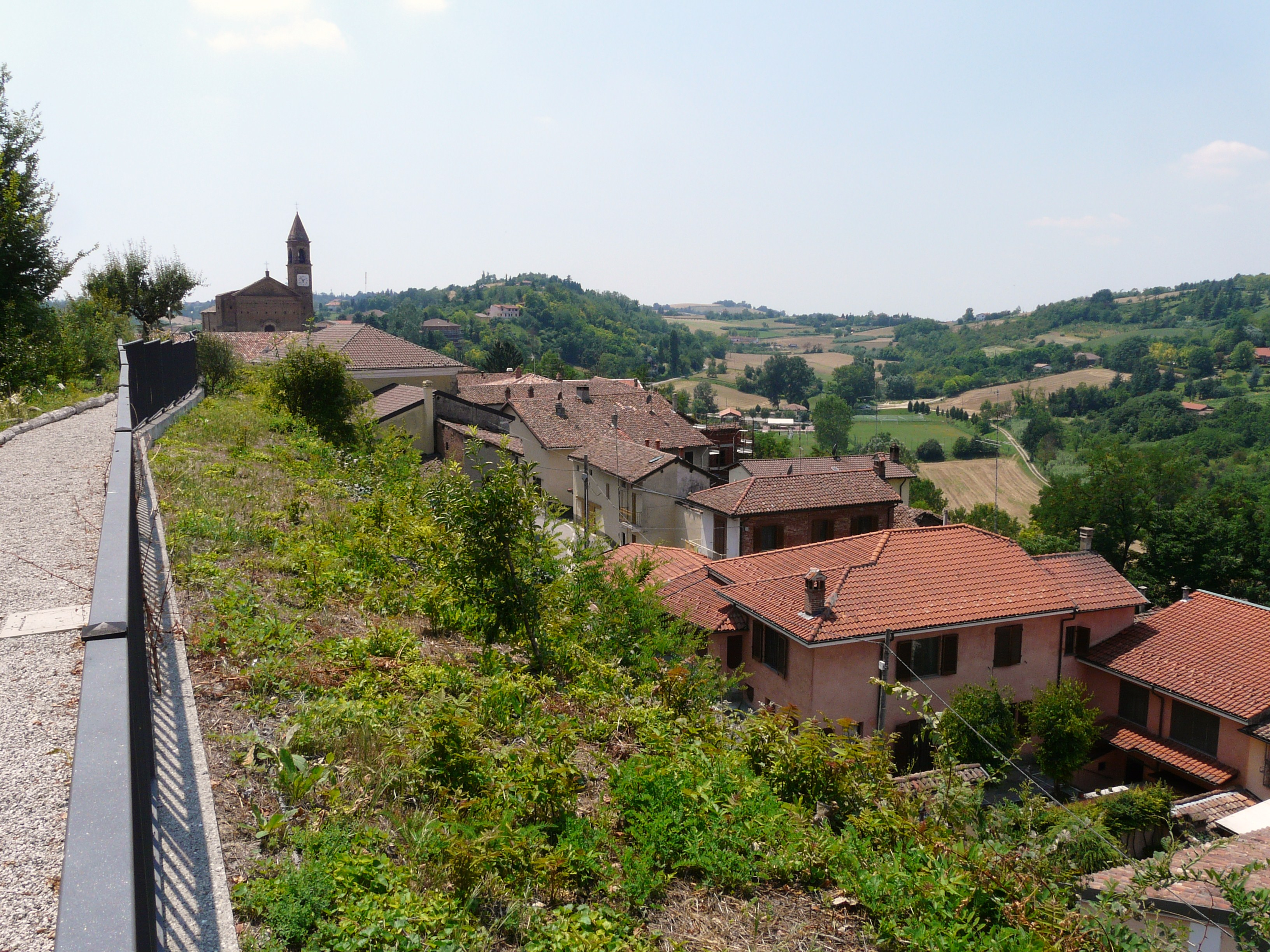

## 出身の著名人物
- ジュゼッペ・ボルサリーノ（イタリア語版） - 帽子メーカーボルサリーノの創業者。